# Terminonaris
Terminonaris — рід вимерлих крокодилоподібних фолідозавридів, що жили в епоху пізньої крейди (сеноман і турон). Назва означає: «збільшена морда або ніс» у передній частині черепа. Terminonaris — це ранній вид крокодила в підгрупі Mesoeucrocodylia. Його останки були знайдені лише в Північній Америці та Європі. Спочатку відомий під загальною назвою Teleorhinus, колись вважався телеозавридом (сімейство морських гавіалів, схожих на талаттозухій). Як доісторичні крокодили, такі як Terminonaris, так і сучасні крокодили, належать до однієї групи під назвою crocodyliformes, хоча сучасні крокодили мають особливі особливості, які вказують на те, що вони є далекими родичами цього виду та членами підгрупи Eusuchia.
Terminonaris був хижаком, який міг досягати довжини ≈ 6 метрів. Довжина черепа найбільшої особини становить 98.3 см.